# تعلقه چمبر
تعلقه چمبر (به انگلیسی: Chamber Taluka) یک تعلقه یا تحصیل در پاکستان است که در ایالت سند واقع شده‌است.